# Der Verrat
Der Verrat ist ein 1969 erschienenes Sachbuch von Sebastian Haffner über die Novemberrevolution von 1918/19, die zum Ende des Ersten Weltkriegs den Sturz der Monarchie und den Übergang zur Weimarer Republik in Deutschland bewirkte. Haffners darin aufgestellte These, bei den damaligen Ereignissen habe es sich um eine sozialdemokratische Revolution gehandelt, die von der sozialdemokratischen Parteiführung unter Friedrich Ebert verraten wurde, spielt in der Geschichtswissenschaft aktuell keine Rolle mehr.
Erstmals erschien das Werk 1968 unter dem Titel „Der große Verrat“ als Serie in der Zeitschrift Stern. Im folgenden Jahr kam die Buchausgabe unter dem Titel „Die verratene Revolution – Deutschland 1918/1919“ heraus. Spätere Neuauflagen erschienen unter weiteren Titeln wie „Die deutsche Revolution 1918/1919“ oder „1918/1919 – eine deutsche Revolution“.

## Inhalt

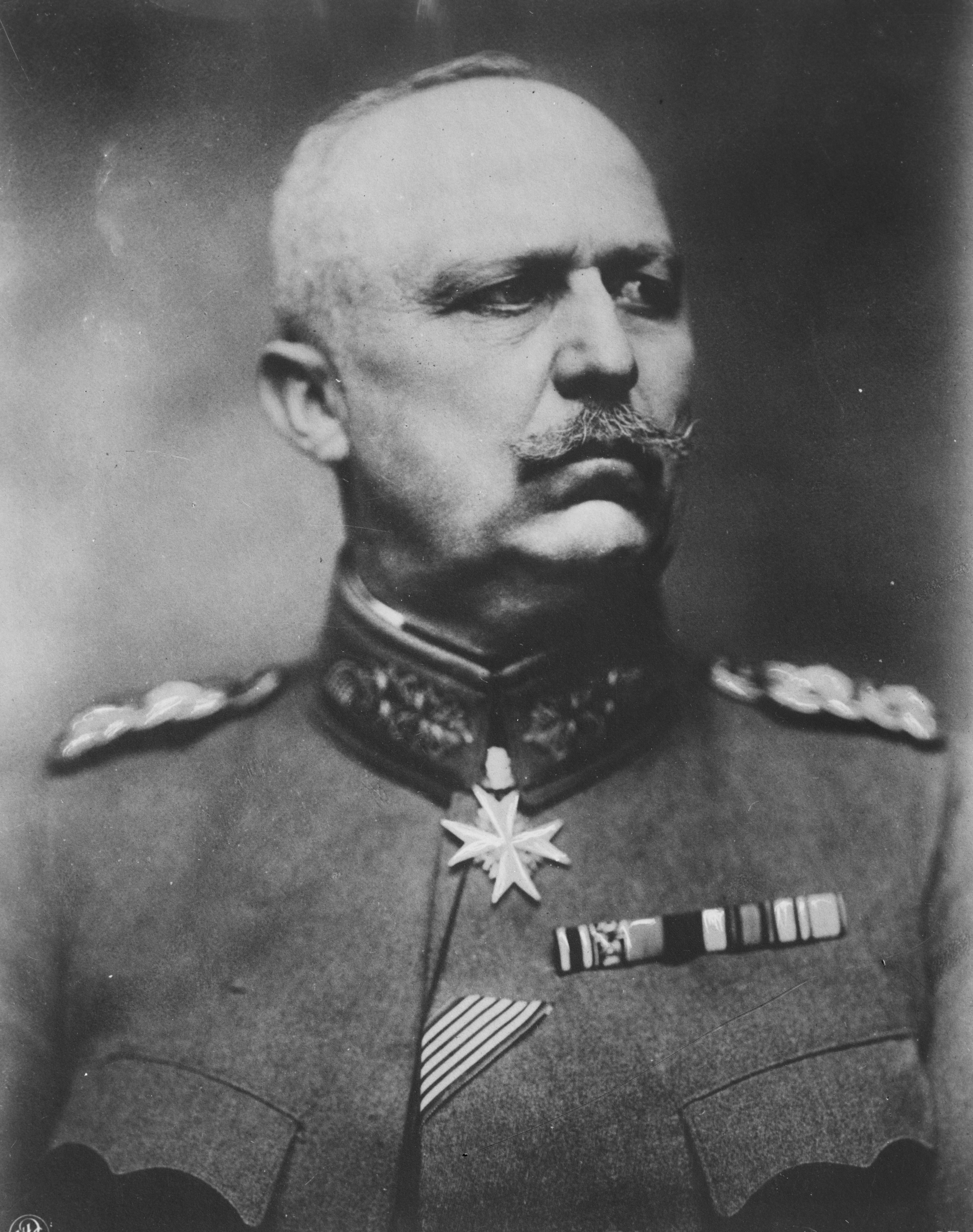
Erich Ludendorff

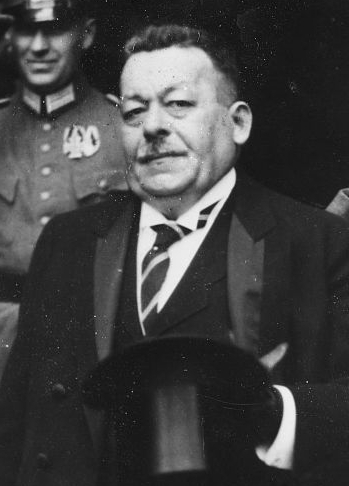
Friedrich Ebert

Gustav Noske

Haffner referiert die Geschichte der Revolution von 1918/1919. General Ludendorff, der seit 1917 faktisch zum Militärdiktator aufgestiegen war, machte sich im Spätsommer 1918 daran, die als unvermeidlich erkannte Niederlage des Deutschen Kaiserreichs zu organisieren. Sein Ziel war es, den oppositionellen Parteien die Verantwortung für die Niederlage aufzubürden, um dadurch den damals staatstragenden Kräften das politische Überleben zu ermöglichen und die Chance einer alsbaldigen Restauration zu eröffnen.
Mit der handstreichartigen Übertragung der politischen Führung auf die Kräfte der von der SPD geführten Opposition und der ultimativen Forderung nach sofortigem Waffenstillstand sollte diese gezwungen werden, die politische Verantwortung für die Kapitulation zu übernehmen. Die führenden Funktionäre der SPD, neben Ebert auch Scheidemann und Wels gingen hierauf ein, angezogen von der Perspektive der Übernahme der repräsentativen Regierungsämter und der Möglichkeit, im Anschluss an die Überwindung der Krise tiefgreifende soziale Reformen aus dieser Machtposition einleiten zu können. Weder die Abschaffung der Monarchie noch eine soziale oder ökonomische Revolution sei aber von ihnen gewollt gewesen.
Jenseits dieser Kräfte um Ebert herum habe es kein echtes revolutionäres Potential im Deutschen Reich gegeben – auch nicht in den Personen von Luxemburg und Liebknecht, die Haffner als isolierte Intellektuelle beschreibt. Lediglich dem nach kurzer Zeit ermordeten bayrischen Ministerpräsidenten Eisner wird ein solches Potential zugesprochen. Er musste jedoch als „Ein-Mann-Show“ fast notwendig scheitern. Der SPD des Kaiserreiches sei durch ihre jahrzehntelangen Erfolge im Reichstag und bei dessen Wahlen die Ausrichtung auf eine Revolution ebenso abhandengekommen, wie ihre Führer die Annehmlichkeiten des Lebens als „parlamentarische Honoratioren“ genießen gelernt hätten. Noch nicht einmal ein theoretisches Konzept für eine grundlegende Umgestaltung der sozialen, politischen und wirtschaftlichen Bedingungen sei mehr vorhanden gewesen. Schon die Abschaffung der Monarchie unter dem Druck der Alliierten unter der Federführung des US-Präsidenten Wilson habe der SPD arg zu schaffen gemacht, die am liebsten „kaiserlich deutsche Sozialdemokratie“ geblieben wäre.
Darin, dass die SPD – oder deren Führer – diese einmalige Chance verspielten und sich zugleich – dem ursprünglichen Plan Ludendorffs entsprechend – dem Angriff der Dolchstoßlegende darboten, sieht Haffner die Wegbereitung für den sich alsbald unter Hitler formierenden Nationalsozialismus, der als schlagkräftige Bewegung von rechts an die Stelle der konservativen Restauration getreten war, der Ludendorff mit seinem Plan eigentlich dienlich sein wollte.
Haffner folgt in der Wertung und Vorstellung der Ereignisse der Novemberrevolution, der politischen Kräfte und der Charakterisierung der handelnden Personen weitgehend der Darstellung, wie sie der Sprecher der Berliner Revolutionäre Obleute, Richard Müller, in seiner umfassenden Geschichte der Novemberrevolution bereits 1924 vorlegte. Er zitiert ausgiebig aus dem Buch, manchmal ohne Zitate oder ihre Quelle zu kennzeichnen.

## Kritik
Henning Köhler und Eckhard Jesse taten Haffners Werk 1978 als „Höhepunkt modischer Geschichtsklitterung“ ab. Der von ihm verwendete Begriff einer „proletarischen Demokratie“ sei entweder ein Widerspruch in sich oder ein Tarnbegriff für eine Diktatur. Haffner liefere eine „in dieser Schärfe kaum in kommunistischen Werken anzutreffen[de …] hysterische Polemik gegen die Führung der Sozialdemokratie, insbesondere gegen Friedrich Ebert, den er geradezu mit pathologischem Haß“ verfolge und in die Nähe der Vorläufer des Nationalsozialismus rücke.
Der Historiker Martin Sabrow charakterisierte Haffners Darstellung als „historische Anklageschrift […] gegen die deutsche Sozialdemokratie, die an einem kurzen geschichtlichen Moment ihre große Chance gehabt und sie nicht genutzt habe“. Vor allem Haffners Abrechnung mit der deutschen Sozialdemokratie stieß auf Kritik. Sabrow führt aus, dass sich Haffner bei zentralen Behauptungen über Eberts Hass auf die Revolution auf nachträgliche Auslassungen Philipp Scheidemanns und Wilhelm Groeners von zweifelhaftem Quellenwert stützte. Sein Bannfluch über Ebert „personalisierte in ungerechter Weise die schleichende Verwandlung der revolutionären Arbeiterpartei SPD in eine Partei des ‚revolutionären Attentismus‘ (Dieter Groh) qua institutioneller Bürokratisierung und politischer Integration. Haffner verkannte schließlich die auf einem demokratischen Neubeginn lastenden Rahmenbedingungen, die durch das vordemokratische Erbe und den verlorenen Krieg geprägt waren.“ Zugleich habe es sich aber bei dem Buch um einen großen Wurf von bleibender Bedeutung gehandelt, weil es den revolutionären Gehalt der Ereignisse von 1918/19 aufgedeckt und die Gefahr einer drohenden Bolschewisierung Deutschlands in das Reich der Legende verwiesen habe. Die zeithistorische Forschung sei diesen Weg weiter gegangen.
Nach Wolfgang Niess ist das Buch geprägt von der Vorstellung, es habe 1918/19 nur die Alternative „Revolution“ oder „Gegenrevolution“ gegeben. Reformorientierte Ansätze würden von Haffner ignoriert. Friedrich Ebert werde als „die letzte Reserve der alten Ordnung“ bezeichnet und als rein negative Figur hingestellt, auch wenn er konzediert, er sei „kein Nazi“ gewesen, „auch kein unbewusster“. Im Kontrast zu ihm stelle Haffner Rosa Luxemburg durchgängig positiv dar. Die Schuld am Bürgerkrieg der Monate Januar bis Mai 1919 weist er eindeutig der Führung der MSPD um Noske und Ebert zu. Die Folgen von deren „Verrat“ für die Arbeiterschaft und das deutsche Volk seien laut Haffner verheerend gewesen und noch in seiner Gegenwart spürbar, was ihn zu „hoch emotionalen und sehr persönlichen Urteilen“ bringe, etwa eine „gewisse Befriedigung über die ästhetische Perfektion“ der Symmetrie, mit der Ebert 1925 durch den Vorwurf eines anderen Verrats, den er gar nicht begangen habe, „zu Tode gehetzt“ worden sei. Haffners Kernthese von der verratenen Revolution halte der wissenschaftlichen Überprüfung „nicht stand“.
Klaus Gietinger bescheinigt Haffners Buch, es sei „nicht völlig wertlos“, kranke aber an seinem Pathos und der schmalen Quellenbasis.

## Ausgaben und Auflagen
- 1. Ausgabe: Die verratene Revolution – Deutschland 1918/19. Stern-Buch, Hamburg 1969 (ohne ISBN)
- 2. Ausgabe: Die deutsche Revolution 1918/1919 – wie war es wirklich? Ein Beitrag zur deutschen Geschichte. Kindler Verlag, München 1979, ISBN 3-463-00738-X
- 3. Ausgabe, 1. Auflage: 1918/1919 – eine deutsche Revolution. Rowohlt, Reinbek bei Hamburg 1981, ISBN 3-499-17455-3
  - 3. Ausgabe, 2. Auflage: 1918/1919 – eine deutsche Revolution. Rowohlt, Reinbek bei Hamburg 1986, ISBN 3-499-17455-3
  - 3. Ausgabe, 3. Auflage: 1918/1919 – eine deutsche Revolution. Rowohlt, Reinbek bei Hamburg 1988, ISBN 3-499-17455-3
- 4. Ausgabe, 1. Auflage: Der Verrat. Deutschland 1918/19. Verlag 1900, Berlin 1993, ISBN 3-930278-00-6
  - 4. Ausgabe, 2. Auflage: Der Verrat. 1918/1919 – als Deutschland wurde, wie es ist. Verlag 1900, Berlin 1994, ISBN 3-930278-00-6
  - 4. Ausgabe, 3. Auflage: Der Verrat. 1918/1919 – als Deutschland wurde, wie es ist. Verlag 1900, Berlin 1995, ISBN 3-930278-00-6
  - 4. Ausgabe, 4. Auflage: Der Verrat. Verlag 1900, Berlin 2000, ISBN 3-930278-00-6
  - 4. Ausgabe, 5. Auflage: Der Verrat. Deutschland 1918/1919. Verlag 1900, Berlin 2002, ISBN 3-930278-00-6
- 5. Auflage: Die deutsche Revolution – 1918/19. Kindler, 2002, ISBN 3-463-40423-0
- 6. Auflage: Die deutsche Revolution – 1918/19. rororo Taschenbücher, 2004, ISBN 3-499-61622-X
- 7. Auflage: Die deutsche Revolution – 1918/19. Anaconda Verlag, 2008, ISBN 3-86647-268-4